# Metriopelma velox
Metriopelma velox là một loài nhện trong họ Theraphosidae.
Loài này thuộc chi Metriopelma. Metriopelma velox được Mary Agard Pocock miêu tả năm 1903.